# 박삼구
박삼구(朴三求, 1945년 3월 19일~)는 금호아시아나그룹 4대, 6대 회장이며 금호아시아나그룹 창업주 박인천회장의 셋째 아들이다. 갑작스럽게 악화된 아시아나항공의 재무구조 문제에 대해 책임지고 물러나겠다고 하여 현재 금호아시아나그룹 회장직은 공석중이며 금호아시아나그룹은 당분간 이원태 부회장 중심으로 비상 경영체제에 돌입할 것으로 보이며 박삼구회장의 복귀는 없을 것이라는게 그룹 내부의 의견이다. 
2021년 5월 13일 계열사 부당 지원 혐의로 구속 수감되어 현재 서울구치소에 수감중이다.

## 학력
- 1964년 : 광주제일고등학교 졸업
- 1968년 : 연세대학교 경제학과 졸업
- 1997년 : 고려대학교 컴퓨터과학기술대학원
- 2004년 : 전남대학교 명예경영학박사
- 2015년 : 연세대학교 명예경영학박사

## 경력
- 1967년 1월 : 금호타이어 입사
- 1973년 10월 : 금호아시아나그룹 전무이사
- 1979년 9월 : 금호아시아나그룹 대표이사 부사장
- 1980년 1월 : 금호아시아나그룹 대표이사 사장
- 1982년 1월 ~ 1983년 12월 : 종합무역상사협의회 회장
- 1990년 4월 : 금호아시아나그룹 대표이사 사장
- 1991년 1월 ~ 2001년 1월 : 아시아나항공 대표이사 사장
- 2001년 1월 : 아시아나항공 대표이사 부회장
- 2002년 1월 : 금호아시아나그룹 부회장
- 2002년 9월 ~ 2019년 3월 : 금호아시아나그룹 회장
- 2003년 2월 ~ 2021년 2월 : 전국경제인연합회 부회장
- 2003년 4월 ~ 2005년 12월 : 전국경제인연합회 기업윤리위원회 위원장
- 2003년 10월 : 사법개혁위원회 위원
- 2004년 ~ 2011년 : 한국프로골프협회 회장
- 2004년 9월 : 제12, 13대 한국프로골프협회(KPGA) 회장
- 2005년 1월 : 사법제도개혁추진위원회 위원
- 2005년 3월 : 한중우호협회 회장
- 2005년 6월 : 민족화해협력범국민협의회 후원회 회장
- 2005년 7월 : 금호아시아나문화재단 이사장
- 2005년 10월 : 금호타이어 대표이사
- 2006년 2월 : 전국경제인연합회 관광산업특별위원회 위원장
- 2006년 12월 : 한중교류의해자문위원회 자문위원장
- 2008년 1월 : 2015광주하계유니버시아드대회 조직위원회 후원회장
- 2008년 6월 ~ 2011년 5월 : 제26대 연세대학교 총동문회 회장
- 2008년 9월 : 한국방문의해위원회 추진위원회 위원장
- 2011년 6월 ~ 2014년 5월 : 제27대 연세대학교 총동문회 회장
- 2014년 6월 ~ 2017년 5월 : 제28대 연세대학교 총동문회 회장
- 2015년 2월 ~ 2018년 2월 : 제9대 한국메세나협회 회장
- 2015년 7월 ~ 2018년 7월 : 한국방문위원회 위원장
- 2017년 2월 ~ 2021년 2월 : 학교법인 연세대학교 이사
- 2017년 6월 ~ 2020년 : 제29대 연세대학교 총동문회 회장
- 2023년 10월: 한일축제한마당 명예실행위원장

## 가족
- 아버지 박인천(朴仁天, 1901년 ~ 1984년) : 금호아시아나그룹 창업회장
- 어머니 이순정(李順貞, 1909년 ~ 2011년) : 한국부인회 광주전남지부 이사장
  - 형 박성용(朴晟容, 1932년 ~ 2005년) : 제2대 금호아시아나그룹 회장 · 前 광주과학기술원 이사장,  (전 대통령비서실 경제담당 보좌관)
  - 누나 박경애(1934~ ) : 삼화고속 회장 배영환의 부인
  - 형 박정구(朴定求, 1937년 ~ 2003년) : 제3대 금호아시아나그룹 회장
  - 누나 박강자(朴康子, 1942년 ~ ) : 금호미술관 관장
  - 아내 이경렬(1949~) : 제18대 재무부장관 이정환의 차녀
    - 장남 박세창(1975년 ~ ) : 금호아시아나그룹 사장 겸 아시아나IDT 대표이사
    - 장녀 박세진(1977년 ~ ) : 금호리조트 상무

  - 동생 박찬구(朴贊求, 1948년 ~ ) : 금호석유화학그룹 회장
  - 동생 박현주(朴賢珠, 1952년 ~ ) : 대상홀딩스 부회장
  - 동생 박종구(朴鍾九, 1957년 ~ ) : 초당대학교 총장 ·  제52대 교육부차관 제 6대 한국폴리텍대학 이사장